# Classe De Zeven Provinciën (croiseur)
Pour les autres classes de navires du même nom, voir Classe De Zeven Provinciën.
La classe De Zeven Provinciën (également appelée classe Eendracht) était une classe de croiseurs légers construits par Rotterdamsche Droogdok Maatschappij et Wilton-Fijenoord pour la Marine royale néerlandaise. Le nom De Zeven Provinciën désigne les sept provinces qui formèrent la République néerlandaise en 1581.

## Conception
Dans les années 1930, les Pays-Bas étaient de plus en plus conscients de la menace que représentait la Marine impériale japonaise pour les Indes néerlandaises. Pour faire face à cela, la Koninklijke Marine entreprend un programme important d'expansion navale en 1932, comprenant la construction de deux nouveaux croiseurs légers afin de remplacer les vieux croiseurs de classe Java. Le design était une amélioration du HNLMS De Ruyter. La pose de la quille débute en 1939 ; le premier est nommé Kijkduin, plus tard renommé Eendracht, et le second baptisé De Zeven Provinciën, d'où le nom de la classe. Son armement principal comprenait deux supports triples et deux supports doubles de Bofors 152 mm (en).
Cependant, la construction est interrompue lorsque les Allemands envahissent le pays le 10 mai 1940. Le De Zeven Provinciën est achevé à 25 % et le Kijkduin à 12 %. Les Allemands redessinent l'armement principal des navires en quatre tourelles triples de 15 cm SK C/28, poursuivant les travaux sur le De Zeven Provinciën, qui était plus avancé que son jumeau. Il est renommé KH2 (KH signifie Kreuzer Holland) et modifié en ajustant sa proue. L'Eendracht est renommé KH1. Les travaux progressèrent très lentement car la capacité des arsenaux fut utilisée à d'autres fins et les Allemands durent faire face aux sabotages de la résistance hollandaise. Le 24 décembre 1944, le KH2 aurait dû être utilisé comme blockship dans la Nieuwe Waterweg de Rotterdam, mais le plan fut jamais réalisé.
Après la fin de la Seconde Guerre mondiale, les coques furent rendues aux Pays-Bas et la construction repris avec un design modifié. Les KH2 et KH1 furent renommés Eednracht et De Zeven Provinciën, puis l'Eendracht fut renommée De Ruyter. L'armement est modifié, comprenant huit canons Bofors 152 mm/53, Bofors 57 mm L/60 et Bofors 40 mm L/70. Une installation de propulsion améliorée et une deuxième cheminée sont installées, tandis que l’électronique est doté d'un système perfectionné. Les noms furent de nouveau changés, l'Eendracht devenant De Zeven Provinciën et l'ancien De Zeven Provinciën est rebaptisé De Ruyter. Les deux navires furent finalement mis en service par la Marine royale néerlandaise en 1953.
|                  | 1938         | 1939                | 1940                | 1940/41 | 1945                | 1947                | 1950                       | 1978           |
| RDM              | Kruiser 1939 | Kijkduin            | Eendracht           | KH 2    | Eendracht           | De Ruyter           | De Zeven Provinciën (C802) | Aguirre        |
| Wilton Fijenoord | Kruiser 1938 | De Zeven Provinciën | De Zeven Provinciën | KH 1    | De Zeven Provinciën | De Zeven Provinciën | De Ruyter (C801)           | Almirante Grau |

## Navires de la classe
| Nom                                                           | Pennant number | Constructeur                                   | Pose de la quille | Lancement        | Commission       | Retrait du service |
| ------------------------------------------------------------- | -------------- | ---------------------------------------------- | ----------------- | ---------------- | ---------------- | ------------------ |
| De Zeven Provinciën (ex-Kijkduin, ex-Eendracht, ex-De Ruyter) | C802           | Rotterdamsche Droogdok Maatschappij, Rotterdam | 19 mai 1939       | 22 août 1950     | 17 décembre 1953 | 21 mars 1999       |
| De Ruyter (ex-De Zeven Provinciën)                            | C801           | Wilton-Fijenoord, Schiedam                     | 5 septembre 1939  | 19 décembre 1941 | 18 novembre 1953 | 26 septembre 2017  |

## Marine royale néerlandaise

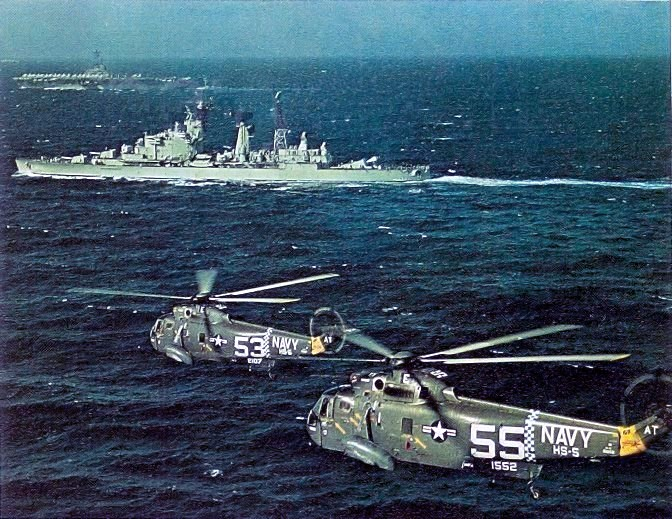
Le De Zeven Provinciën opérant avec le porte-avions américain en 1967.

Les deux navires participèrent à plusieurs exercices de l'OTAN, servant souvent de navire amiral dans différentes forces navales. Entre 1962 et 1964, le De Zeven Provinciën vit ses deux tourelles arrière remplacées par un système lance-missile RIM-2 Terrier. Son navire jumeau ne subit pas la modification par manque de fonds, il fut désarmé en 1972. Le De Zeven Provinciën emboîta le pas en 1975 ; les croiseurs furent alors remplacés par les deux frégates de classe Tromp (en).

## Marine péruvienne
Le De Ruyter est racheté par la Marine péruvienne et remis en service en 1973 comme navire amiral de la flotte, avant d'être renommé BAP Almirante Grau.
Le De Zeven Provinciën fut également racheté en 1976, son système lance-missile RIM-2 fut enlevé et remplacé par un hangar et un pont d'envol pour les hélicoptères ASH-3D Sea King. Il fut remis en service en 1978 sous le nom de BAP Aguirre. De 1985 à 1988, l'Almirante Grau subit une importante modernisation aux Services navals d'Amsterdam, retournant une nouvelle fois en service. L'Aguirre fut désarmé en 1999 et l'Almirante Grau en 2017.